# 宮合 (電影)
為2018年上映的韓國古裝愛情喜劇片，是2013年賣座大片《觀相》片方策劃的「易學三部曲」中的第二部，以反抗宮廷安排婚事的松華翁主（沈恩敬飾）和為了替各駙馬候選人與翁主合生辰八字而入宮的天才易學家徐道允（李昇基飾）為主，描繪一齣關於命運的大戲。由電影《美人圖》《朝鮮美女三劍客》的副導演洪昌杓執導，沈恩敬與李昇基主演，2018年2月28日在韓國上映。

## 劇情簡介
在旱災連年之際，朝鮮王室希望能藉由松華翁主(沈恩敬飾)的婚姻安排來平衡天地，進而結束饑荒；朝鮮全國知名的天才宮合家徐睹倫(李昇基飾)根據卦象列出四位駙馬候選人。松華翁主拒絕依據宮合成親，一心要開拓自己的命運，因此溜出王宮親自探訪駙馬候選人，兩人由此展開一場浪漫奇遇⋯⋯

## 演員陣容

### 主要人物
- 沈恩敬 飾 松華翁主
- 李昇基 飾 徐睹倫

### 其他人物
- 金相慶 飾 王
- 延宇振 飾 尹時勍
- 姜敏赫 飾 姜輝
- 崔宇植 飾 南智浩
- 趙福來 飾 李開始，大臣。
- 朴宣暎 飾 暎嬪，朝鮮王妃。
- 李潤健 飾 朴仁
- 金道燁 飾 趙幼傷，駙馬後選人。
- 朴忠善 飾 張內侍
- 李龍女 飾 韓尚宮
- 曹秀香 飾 滿兒／千萬罹，松華翁主的近親女侍。
- 趙廷恩 飾 白兒，千萬罹在宮外的朋友。
- 李秀智 飾 末年
- 孫鐘鶴 飾 趙大監
- 朴止一 飾 尹賢
- 朱多英 飾 麗姬翁主
- 朴浩山 飾 都承旨
- 宋英才 飾 觀象監教授
- 韓甲洙 飾 大臣
- 金柱憲 飾演 陸順
- 柳正浩 飾 觀象監訓導
- 趙美女 飾 金参判的女兒
- 朴元浩 飾 尚文
- 孫智允 飾 松華處所的宮女
- 韓成妍 飾 松華處所的宮女
- 韓智善 飾 松華處所的宮女
- 崔文秀 飾 朱母
- 李善彬 飾 翁主1
- 李瑟娥 飾 翁主2
- 全雅凜 飾 翁主3
- 姜賢佑 飾 趙大監家中下人
- 崔俊昊 飾 時勍的同僚
- 崔交植 飾 市井行人
- 孫成燦 飾 駙馬揀擇審查團2
- 洪錫然 飾 揀擇接受處老人
- 韓智安 飾 子香閣妓生1
- 閔頌雅 飾 子香閣妓生8
- 金煜 飾 子香閣公子哥兒2
- 楊秉烈 飾 子香閣公子哥兒3
- 李正賢 飾 市井醜男
- 安智浩 飾 德九
- 李寒書 飾 松華翁主童年時期
- 李娜允 飾 滿兒童年時期
- 朴俊瑞 飾 白兒童年時期
- 張大雄 飾 孩子1
- 郭智慧 飾 時勍家中的孩子侍從

### 友情出演
- 朴真珠 飾 玉姬

### 特別出演
- 崔珉豪 飾 徐嘉倫，徐睹倫的弟弟，雙眼因受傷而失明。
- 尹宥善 飾 鐵線蓮

## 製作
電影《宮合》於2015年8月26日舉行了首次讀本會議。製作團隊特別以主演沈恩敬和李昇基生辰八字最合的日子「9月9日9點9分」，作為影片開鏡時間。導演洪昌杓滿意表示：「數字9不僅代表成就、永遠、還有最高等多種意義，是相當吉祥的數字。」並在韓國南楊州市進行為期4個月的拍攝，於12月底正式殺青後開始進行後期製作，原定於2016年秋天上映，由於男主角李昇基於2016年2月1日至2017年10月31日期間入伍服役，電影因此延至2018年2月28日才上映。

## 票房
電影《宮合》預售、即時票房都居冠，不僅如此，《宮合》更擋下了漫威新片《黑豹》在榜單上的一支獨秀，上映前就搶先成為電影入場券預購網的冠軍。電影自2月28日上映后連續多日穩坐票房冠軍寶座，上映4天已累積了74萬名觀眾，總觀影人數破百萬。

## 外部連結
- Daum上《宮合》的資料

- 韩国电影数据库（KMDb）上《宮合》的資料
- 互联网电影数据库（IMDb）上《宮合》的资料（英文）
- 《宮合》在KoBiz的資料（页面存档备份，存于） （英文）
- 《宮合》在Movist的資料（页面存档备份，存于） 
- 豆瓣电影上《宮合》的資料 （简体中文）
- 開眼電影網上《宮合》的資料（繁體中文）
- Box Office Mojo上《宮合》的資料（英文）
- 爛番茄上《宮合》的資料（英文）